# Deep, Deep Trouble
Singles de Les Simpson
Do the Bartman
(1990) God Bless the Child
(1991)
Pistes de The Simpsons Sing the Blues
Moanin' Lisa Blues
(4) God Bless the Child
(6)
Deep, Deep Trouble est le second single issu de l'album The Simpsons Sing the Blues des Simpson et interprété par le personnage de fiction Bart Simpson (doublé par Nancy Cartwright) à propos de ses pitreries. Il s'agit d'un rap enregistré fin 1990 et écrit par Matt Groening et DJ Jazzy Jeff. Le titre est accompagné d'un vidéo clip réalisé par Gregg Vanzo et diffusé à la télévision le 7 mars 1991. Le clip sort en DVD avec le coffret The Simpsons: The Complete Second Season en 2002. Deep, Deep Trouble réussi à se hisser dans les classements de plusieurs pays différents, atteignant le top 10 en Irlande, en Nouvelle-Zélande et au Royaume-Uni. Les critiques de la presse sont positives et saluent ses paroles humoristiques.

## Classements hebdomadaires
| Classement (2015)                      | Meilleure position |
| -------------------------------------- | ------------------ |
| Allemagne (Media Control AG)           | 45                 |
| Australie (ARIA)                       | 35                 |
| Belgique (Flandre Ultratop 50 Singles) | 41                 |
| Nouvelle-Zélande (RMNZ)                | 10                 |
| Pays-Bas (Nederlandse Top 40)          | 43                 |
| Pays-Bas (Single Top 100)              | 37                 |
| Suède (Sverigetopplistan)              | 13                 |